# دانشگاه فایندلی
دانشگاه فایندلی (UF) یک دانشگاه خصوصی مسیحی در فیندلای، اوهایو است. در سال ۱۸۸۲ از طریق مشارکت مشترک بین کنفرانس عمومی کلیساهای خدا و شهر فایندلی تأسیس شد. این دانشگاه نزدیک به ۸۰ رشته تحصیلی در مقطع کارشناسی، ۱۱ رشته کارشناسی ارشد و پنج رشته دکترا را ارائه می‌دهد. نزدیک به ۴۲۰۰ دانشجو از تقریباً ۳۵ کشور در دانشگاه فایندلی با جمعیت دانشجویی بین‌المللی تقریباً ۵۰۰ نفر تحصیل می‌کنند. تقریباً ۱۲۵۰ دانشجو در خوابگاه دانشگاه زندگی می‌کنند.

## رشته‌ها
دانشگاه فایندلی اولین مدرک لیسانس کشور را در زمینه مطالعات پسماندهای خطرناک که اکنون به عنوان مدیریت زیست‌محیطی، ایمنی و بهداشت شغلی شناخته می‌شود، تأسیس کرد.
رشته سوارکاری غربی که در سال ۱۹۷۶ تأسیس شد، مزرعه ای به مساحت ۱۵۲ جریب به نام مرکز علوم دامی را با رشته علوم دامی به‌صورت مشترک در اختیار دارد. رشته سوارکاری غربی در دهه گذشته پنج قهرمانی ملی انجمن اسب بین دانشگاهی و همچنین افتخارات فردی متعددی را به دست آورده‌است.